# Weir (Texas)
Weir é uma cidade localizada no estado norte-americano do Texas, no Condado de Williamson.

## Demografia
Segundo o censo norte-americano de 2000, a sua população era de 591 habitantes.
Em 2006, foi estimada uma população de 641, um aumento de 50 (8.5%).

## Geografia
De acordo com o United States Census Bureau tem uma área de
4,1 km², dos quais 4,1 km² cobertos por terra e 0,0 km² cobertos por água. Weir localiza-se a aproximadamente 208 m acima do nível do mar.

## Localidades na vizinhança
O diagrama seguinte representa as localidades num raio de 20 km ao redor de Weir.